# Campionat del Món de natació en piscina curta de 1995
El Campionat del Món de natació en piscina curta de 1995 fou una competició esportiva que es realitzà entre els dies 30 de novembre i 3 de desembre de 1995 a la ciutat de Rio de Janeiro (Brasil) sota l'organització de la Federació Internacional de Natació (FINA) i en piscina curta (25 metres). La competició se celebrà en una piscina temporal instal·lada a la platja de Copacabana.

## Participants
Hi participaren un total de 350 nedadors de 57 comitès esportius diferents.
| - Alemanya - Argentina - Australia - Barbados - Belgium - Brazil - Bulgaria - Canadà - Colombia - Costa Rica - Croatia - Cuba - Denmark | - Egypt - Ecuador - Slovakia - Slovenia - Spain - USA - Estonia - France - Great Britain - Greece - Hungary - Italy - Jamaica | - Japan - Kazakhstan - Latvia - Moldova - Monaco - New Zealand - Netherlands - Peru - Poland - Portugal - Puerto Rico - Macedonia - Czech Republic | - Romania - Russia - Sèrbia i Montenegro - South Africa - Sweden - Trinitat i Tobago - Ukraine - Uruguay - Venezuela - Chile - R.P. de la Xina - Xina Taipei |

## Resum de medalles

### Categoria masculina
| Event                    | Or                                                                           | Or       | Plata                                                                            | Plata    | Bronze                                                                    | Bronze   |
| 50 m. lliures            | Francisco Sánchez · Veneçuela                                                | 21.80    | Fernando Scherer · Brasil                                                        | 22.08    | Jiang Chengji · R.P. de la Xina                                           | 22.17    |
| 100 m. lliures           | Fernando Scherer · Brasil                                                    | 47.97    | Gustavo Borges · Brasil                                                          | 48.00    | Francisco Sánchez · Veneçuela                                             | 48.46    |
| 200 m. lliures           | Gustavo Borges · Brasil                                                      | 1:45.55  | Trent Bray · Nova Zelanda                                                        | 1:46.18  | Michael Klim · Austràlia                                                  | 1:46.44  |
| 400 m. lliures           | Daniel Kowalski · Austràlia                                                  | 3:45.14  | Jörg Hoffmann · Alemanya                                                         | 3:45.65  | Malcolm Allen · Austràlia                                                 | 3:47.00  |
| 1500 m. lliures          | Daniel Kowalski · Austràlia                                                  | 14:48.51 | Ian Wilson · Regne Unit                                                          | 14:49.72 | Jörg Hoffmann · Alemanya                                                  | 15:05.36 |
|                          |                                                                              |          |                                                                                  |          |                                                                           |          |
| 100 m. esquena           | Rodolfo Falcón · Cuba                                                        | 53.12    | Neil Willey · Regne Unit                                                         | 53.23    | Jirka Letzin · Alemanya                                                   | 53.65    |
| 200 m. esquena           | Rodolfo Falcón · Cuba                                                        | 1:55.16  | Chris Renaud · Canadà                                                            | 1:55.27  | Tamás Deutsch · Hongria                                                   | 1:56.18  |
|                          |                                                                              |          |                                                                                  |          |                                                                           |          |
| 100 m. braça             | Mark Warnecke · Alemanya                                                     | 59.89    | Paul Kent · Nova Zelanda                                                         | 1:00.14  | Stanislav Lopukhov · Rússia                                               | 1.00.33  |
| 200 m. braça             | Wang Yiwu · R.P. de la Xina                                                  | 2:11.11  | Ryan Mitchell · Austràlia                                                        | 2:11.46  | Jean-Lionel Rey · França                                                  | 2.11.92  |
|                          |                                                                              |          |                                                                                  |          |                                                                           |          |
| 100 m. papallona         | Scott Miller · Austràlia                                                     | 52.38    | Denis Pimankov · Rússia                                                          | 52.64    | Michael Klim · Austràlia                                                  | 52.80    |
| 200 m. papallona         | Scott Goodman · Austràlia                                                    | 1:54.79  | Scott Miller · Austràlia                                                         | 1:56.36  | Chris-Carol Bremer · Alemanya                                             | 1:57.30  |
|                          |                                                                              |          |                                                                                  |          |                                                                           |          |
| 200 m. estils            | Matthew Dunn · Austràlia                                                     | 1:56.86  | Curtis Myden · Canadà                                                            | 1:58.56  | Marcin Maliński · Polònia                                                 | 1:58.61  |
| 400 m. estils            | Matthew Dunn · Austràlia                                                     | 4:08.02  | Curtis Myden · Canadà                                                            | 4:09.39  | Marcin Maliński · Polònia                                                 | 4:10.37  |
|                          |                                                                              |          |                                                                                  |          |                                                                           |          |
| relleus 4×100 m. lliures | BrasilFernando Scherer · Alexandre Massura · André Cordeiro · Gustavo Borges | 3:12.42  | AustràliaBrett Hawke · Michael Klim · Richard Upton · Matthew Dunn               | 3:17.27  | RomaniaNicolae Ivan · Răzvan Petcu · Alexandru Ioanovici · Nicolae Butacu | 3:17.40  |
| relleus 4×200 m. lliures | AustràliaMichael Klim · Matthew Dunn · Malcolm Allen · Daniel Kowalski       | 7:07.97  | AlemanyaChris-Carol Bremer · Steffen Zesner · Torsten Spanneberg · Jörg Hoffmann | 7:13.42  | BrasilCassiano Leal · Fernando Saez · Teófilo Ferreira · Gustavo Borges   | 7:13.64  |
| relleus 4×100 m. estils  | Nova ZelandaJonathan Winter · Paul Kent · Guy Callaghan · Trent Bray         | 3:35.69  | AustràliaAdrian Radley · Robert van der Zant · Scott Miller · Michael Klim       | 3:36.35  | RússiaSergei Sudakov · Alexander Tkachev · Denis Pimankov · Yury Mukhin   | 3:36.88  |

### Categoria femenina
| Event                    | Or                                                                           | Or         | Plata                                                                        | Plata   | Bronze                                                                           | Bronze  |
| 50 m. lliures            | Le Jingyi · R.P. de la Xina                                                  | 24.62      | Angela Postma · Països Baixos                                                | 25.10   | Sandra Völker · Alemanya                                                         | 25.21   |
| 100 m. lliures           | Le Jingyi · R.P. de la Xina                                                  | 53.23      | Chao Na · R.P. de la Xina                                                    | 54.52   | Sandra Völker · Alemanya                                                         | 54.69   |
| 200 m. lliures           | Claudia Poll · Costa Rica                                                    | 1:55.42 WR | Susie O'Neill · Austràlia                                                    | 1:56.47 | Martina Moravcová · Eslovàquia                                                   | 1:56.61 |
| 400 m. lliures           | Claudia Poll · Costa Rica                                                    | 4:05.18    | Carla Geurts · Països Baixos                                                 | 4:06.20 | Sarah Hardcastle · Regne Unit                                                    | 4:07.20 |
| 800 m. lliures           | Sarah Hardcastle · Regne Unit                                                | 8:26.46    | Carla Geurts · Països Baixos                                                 | 8:27.03 | Ping Lio · R.P. de la Xina                                                       | 8:29.95 |
|                          |                                                                              |            |                                                                              |         |                                                                                  |         |
| 100 m. esquena           | Samantha Riley · Austràlia                                                   | 1:05.70 WR | Svetlana Bondarenko · Ucraïna                                                | 1:07.78 | Linley Frame · Austràlia                                                         | 1:08.61 |
| 200 m. esquena           | Samantha Riley · Austràlia                                                   | 2:20.85 WR | Svetlana Bondarenko · Ucraïna                                                | 2:24.78 | Alicja Pęczak · Polònia                                                          | 2:25.62 |
|                          |                                                                              |            |                                                                              |         |                                                                                  |         |
| 100 m. braça             | Misty Hyman · Estats Units                                                   | 1:00.21    | Mette Jacobsen · Dinamarca                                                   | 1:00.25 | Barbara Bedford · Estats Units                                                   | 1:00.63 |
| 200 m. braça             | Mette Jacobsen · Dinamarca                                                   | 2:08.18    | Dagmar Hase · Alemanya                                                       | 2:09.00 | Leigh Habler · Austràlia                                                         | 2:09.33 |
|                          |                                                                              |            |                                                                              |         |                                                                                  |         |
| 100 m. papallona         | Liu Limin · R.P. de la Xina                                                  | 58.68 WR   | Susie O'Neill · Austràlia                                                    | 58.69   | Angela Kennedy · Austràlia                                                       | 58.74   |
| 200 m. papallona         | Susie O'Neill · Austràlia                                                    | 2:06.18    | Liu Limin · R.P. de la Xina                                                  | 2:06.51 | Mette Jacobsen · Dinamarca                                                       | 2:11.07 |
|                          |                                                                              |            |                                                                              |         |                                                                                  |         |
| 200 m. estils            | Elli Overton · Austràlia                                                     | 2:11.67    | Martina Moravcová · Eslovàquia                                               | 2:11.91 | Louise Karlsson · Suècia                                                         | 2:12.38 |
| 400 m. estils            | Joanne Malar · Canadà                                                        | 4:36.40    | Nancy Sweetnam · Canadà                                                      | 4:37.04 | Britta Vestergaard · Dinamarca                                                   | 4:37.10 |
|                          |                                                                              |            |                                                                              |         |                                                                                  |         |
| relleus 4×100 m. lliures | R.P. de la Xina Chao Na · Shan Ying · Han Xue · Le Jingyi                    | 3:37.00    | Austràlia Melanie Dodd · Sarah Ryan · Anna Windsor · Susie O'Neill           | 3:38.72 | Suècia Johanna Sjöberg · Louise Karlsson · Linda Olofsson · Louise Jöhncke       | 3:40.06 |
| relleus 4×200 m. lliures | Canadà Marianne Limpert · Shannon Shakespeare · Sarah Evanetz · Joanne Malar | 7:58.25    | Alemanya Dagmar Hase · Kerstin Kielgass · Julia Jung · Franziska van Almsick | 8:01.11 | Austràlia Anna Windsor · Samantha Mackie · Nicole Stevenson · Susie O'Neill      | 8:01.86 |
| relleus 4×100 m. estils  | Austràlia Elli Overton · Samantha Riley · Angela Kennedy · Susie O'Neill     | 4:00.46    | Canadà Julie Howard · Lisa Flood · Jessica Amey · Shannon Shakespeare        | 4:03.89 | Estats Units Barbara Bedford · Kelli King-Bednar · Misty Hyman · Courtney Shealy | 4:04.34 |

## Medaller
| Pos.  | País            | Or | Plata | Bronze | Total |
| 1     | Austràlia       | 12 | 7     | 7      | 26    |
| 2     | R.P. de la Xina | 5  | 2     | 2      | 9     |
| 3     | Brasil          | 3  | 2     | 1      | 6     |
| 4     | Canadà          | 2  | 5     | 0      | 5     |
| 5     | Costa Rica      | 2  | 0     | 0      | 2     |
| 5     | Cuba            | 2  | 0     | 0      | 2     |
| 7     | Alemanya        | 1  | 4     | 5      | 10    |
| 8     | Regne Unit      | 1  | 2     | 1      | 4     |
| 9     | Nova Zelanda    | 1  | 2     | 0      | 3     |
| 10    | Dinamarca       | 1  | 1     | 2      | 4     |
| 11    | Estats Units    | 1  | 0     | 2      | 3     |
| 12    | Veneçuela       | 1  | 0     | 1      | 2     |
| 13    | Països Baixos   | 0  | 3     | 0      | 3     |
| 14    | Ucraïna         | 0  | 2     | –      | 2     |
| 15    | Rússia          | 0  | 1     | 2      | 3     |
| 16    | Eslovàquia      | 0  | 1     | 1      | 2     |
| 17    | Polònia         | 0  | 0     | 3      | 3     |
| 17    | Suècia          | 0  | 0     | 2      | 2     |
| 19    | França          | 0  | 0     | 1      | 1     |
| 19    | Hongria         | 0  | 0     | 1      | 1     |
| 19    | Romania         | 0  | 0     | 1      | 1     |
| Total | Total           | 32 | 32    | 32     | 96    |